# Gurobi
Gurobi або Gurobi Optimizer — це програмне забезпечення для розв'язання задач математичної оптимізації.
Компанія Gurobi з програмним забезпеченням Gurobi як основним продуктом була заснована Зонхао Гу, Едвард Ротберг і Роберт Біксбі. Назва складається з перших літер прізвищ трьох засновників.
Gurobi — розв'язувач задач, який використовує чисельні методи. Підтримуються лінійне програмування (англ. Linear programming, LP), квадратичне програмування (англ. Quadratic programming, QP), квадратичне програмування з обмеженнями (англ. quadratically constrained programming, QCP), змішане цілочисельне лінійне програмування (англ. Mixed Integer Linear Programing, MILP), змішане цілочисельне квадратичне програмування (англ. mixed-integer quadratic programming, MIQP) і змішане цілочисельне програмування з квадратичними обмеженнями (англ. mixed integer quadratically constrained programming, MIQCP). Порівняно з іншими розв'язувачами, Gurobi зміг розв'язати більшість еталонних задач і потребував найменшої кількості часу на задачу.
Існують об'єктно-орієнтовані інтерфейси для C++, Java, .NET і Python, а також матрично-орієнтований інтерфейс для R, MATLAB, C і Julia. Можлива інтеграція як з мовами моделювання AIMMS, AMPL, GAMS і MPL (англ. Mathematical Programming Language), так і з Microsoft Excel.